# La Plata FC
La Plata Futbol Club – argentyński klub piłkarski z siedzibą w mieście La Plata.

## Osiągnięcia
- Awans do trzeciej ligi: 2004/05

## Historia
Klub założony został 19 listopada 2000 roku w mieście La Plata w prowincji Buenos Aires. Klub w sezonie 2007/08 grał w trzeciej lidze argentyńskiej Torneo Argentino A. Po spadku w sezonie 2008/09 wycofał się z rozgrywek IV ligi (Torneo Argentino B). Obecnie gra w lokalnej lidze Liga Amateur Platense de fútbol.
Barwy klubu: niebiesko-czerwono-białe.

## Stadion
Klub rozgrywa swoje mecze na stadionie Estadio Llamado Gobernador Mercante mogącym pomieścić 2500 widzów. Rozmiary boiska - 105 x 65 metrów.